# Magels
Els magels (en llatí magelli) eren una tribu lígur esmentada només per Plini el Vell.
Se suposa que vivien a la moderna Val di Mugello als Apenins, al nord de Florència. L'historiador Procopi parla d'un lloc (χωρίον), paraula que tant vol dir comarca, com regió com poble, i també mercat, finca, jardí… anomenat Mucella (Μουκέλλα), situat a un dia de viatge al nord de Florència.